# Pommenich
Pommenich war eine Siedlung, die zu Pier in der Gemeinde Inden im Kreis Düren, Nordrhein-Westfalen, gehörte.

## Lage
Pommenich lag an der L 257 zwischen der Ortsmitte von Pier und Vilvenich sowie Haus Verken.

## Geschichte
2016 wurde ein Dorf bei Pommenich ausgegraben, das um Christi Geburt bestanden hatte. Es bestand aus 18 Gebäuden eines eigenen Haustyps, der hier zum ersten Mal nachgewiesen werden konnte. Sie ähnelten zwar in Norddeutschland verbreiteten 2- und 3-schiffigen Bauwerken, waren jedoch 4-schiffig. Die Häuser maßen 15 × 8 m und besaßen an den Längsseiten je einen Zugang. Statt der sonst geläufigen Gruben zur Vorratshaltung fanden sich zahlreiche Vierpfostenspeicher.
Pommenich bestand aus der Pommenicher Straße und der Birkesdorfer Straße. Über die Birkesdorfer Straße war es mit Pier zusammengewachsen. Der Kern Pommenichs bestand allerdings nur aus der Pommenicher Straße, welche rechtwinklig zur Landesstraße 257 angeordnet war, genau wie Vilvenich auch. Diese Straße bestand vornehmlich aus Bauernhäusern aus Backsteinen.
Des Weiteren ist Pommenich sehr wahrscheinlich römischen Ursprungs. 2013 wurde Pommenich geschleift, da es dem Tagebau Inden weichen musste.